# 桑德科克冰原島峰
68°32′S 52°4′E / 68.533°S 52.067°E
桑德科克冰原島峰是南極洲的冰原島峰，位於恩德比地，處於奈伊山脈東南面72公里，在1959年12月被澳大利亞探險隊發現，現時由南極條約體系管理。